# Sergio de Castro

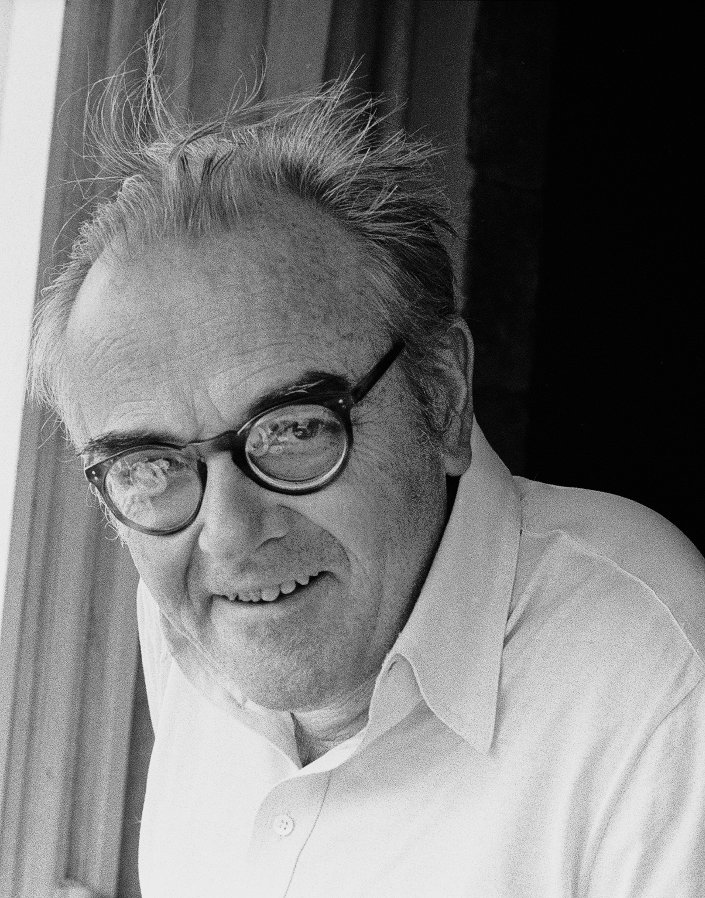
Sergio de Castro 1980

Sergio de Castro (* 15. September 1922 in Buenos Aires, Argentinien; † 31. Dezember 2012 in Paris) war ein argentinisch-französischer Maler.
Sergio de Castro gilt als einer der bedeutenden Vertreter der Abstrakten Malerei nach dem Zweiten Weltkrieg.
Sergio de Castro wurde in Buenos Aires am 15. September 1922 als Sohn argentinischer Eltern mit spanischer Abstammung (aus Galicien und dem Baskenland) geboren. Er verbrachte seine Kindheit in der französischsprachigen Schweiz von 1923 bis 1932 und lebte sieben Jahre seiner Jugend in Argentinien (von 1942 bis 1949). Im November 1949 zog er nach Paris, wo er bis zu seinem Tod lebte. Er wurde 1979 französischer Staatsbürger.
Sergio de Castro studierte ursprünglich Architektur und Musik von 1933 bis 1942 in Montevideo. Von 1941 bis 1949 studierte er bei Joaquín Torres García in Buenos Aires. Er war Assistent bei Manuel de Falla von 1945 bis 1946.
Seit 1951 war de Castro ausschließlich als freischaffender Maler tätig. 1959 war er Teilnehmer der documenta 2 in Kassel. Er wurde 1960 mit dem Hallmark-Preis in New York ausgezeichnet. 1979 wurde er zum Chevalier, 1997 zum Officier des Ordre des Arts et des Lettres ernannt.
Von 1981 bis 1986 war er Gastprofessor an der Universität Straßburg.
Er schuf zahlreiche monumentale Gemälde, Wandmalereien und Fenstergestaltungen, unter anderem:
- in der Kirche des Benediktiner-Klosters in Couvrechef-la-Folie, Caen (1956–1958). Architekt: Jean Zunz.
- in der Dietrich-Bonhoeffer-Kirche in Hamburg-Dulsberg, (1968–1969). Architekt: Gerhart Laage.
- in Notre-Dame-de-l'Assomption de Romont, Freiburg im Üechtland, Schweiz, (1978–1981)
- im Krankenhaus Saint-Bois in Montevideo
- ein Wandgemälde in der Bibliothek in Saint-Georges-sur-Baulche, Auxerre

Von 1987 bis 1989 gestaltete er die Halle der Gesellschaft Atochem in Paris-La Défense.

## Wichtige Ausstellungen (Auswahl)
- 1952 Galerie Jeanne Castel Paris
- 1954 Galería Bonino Buenos Aires und Galerie Pierre Loeb, Paris
- 1956 Galerie Ríve Gauche, Paris
- 1958 Matthiesen Gallery, London
- 1959 documenta 2 Kunst nach 1945 Kassel
- 1961 Matthiesen Gallery, London
- 1963 Galería Lorenzelli, Bérgamo
- 1964 Galería Bettíe Thommen, Basilea
- 1965 Kunstverein Hamburg Retrospektive
- 1966 Musée d’Art et d’Histoire, Fribourg, Schweiz / Dom Galerie, Köln
- 1970 Retrospektiven in Oslo, Kunstforering, y Kunst Industriemuseet, Kopenhagen
- 1972 Galería Wildenstein, London Landscapes of Light
- 1974 Galerie Jacob, Paris
- 1975 Kunsthalle Bremen, Retrospektive
- 1979 Galerie Valmay, Paris
- 1980 39. Biennale von Venedig
- 1987 French Institute London. Museo de Arte Moderno de Buenos Aires, Retrospektive
- 1988 Galerie des Ambassades y Galerie Galarte, Sergio de Castro, Natures Mortes, 1958–1965. París / Museo Diocesano de Arte Religioso, Bayeux